# Schloss Stolp
Schloss Stolp war ein Schloss der pommerschen Herzöge im heute polnischen Stolp, Woiwodschaft Pommern. Heute ist das Schloss Sitz des Mittelpommerschen Museums (Muzeum Pomorza Środkowego w Słupsku).

## Geschichte
Im frühen Mittelalter residierten die Herzöge an anderer Stelle, in einer Burg jenseits der Stolpe. Bogislaw V. unternahm 1339 den Versuch innerhalb der mittelalterlichen Stadt am Mühlentor eine Residenz zu erbauen, doch die Bürger der Stadt wehrten sich erfolgreich gegen diese Vorhaben. Erst Bogislaw X. gelang es 1507, die Residenz zu erbauen, indem die aristokratische Stadtverwaltung die Bürgermitbestimmung einfach ausschaltete.
Der neue Herzogssitz bestand aus einem zweigeschossigen Gebäude mit stadteinwärts gerichtetem Wehrturm. Ab 1586 wurde das Schloss nach Plänen von Wilhelm Zacharias umgebaut. Dabei wurde der Bau aufgestockt und im Stil der Renaissance umgeformt. Die östliche und westliche Fassade bekamen Erker, und der Turm eine Loggia. Die Innenräume erhielten auf einer Säule ruhende Gewölbe. Im zweiten Stock entstand ein monumentaler Rittersaal. Insgesamt ähnelte die Innengestaltung derjenigen des Stettiner Schlosses.
Ab 1589 entstanden längs des Mühlenkanals (Mlynówka) Wirtschaftsgebäude aus Fachwerk. Die ehemalige Klosterkirche wurde als Getreidespeicher genutzt und erhielt eine Verbindung zum Schloss. Zwischen 1600 und 1623 und war das Schloss Witwensitz von Erdmuthe, Gattin Johann Friedrichs. Die ehemalige Klosterkirche wurde restauriert und als Sankt Johanneskirche geweiht. Erdmuthe ließ auch einen Schlossgarten anlegen, in dem sich untypischerweise auch ein Kräutergarten befand.
Ab 1624 waren Herzogin Anna und Bogislaw de Croy Besitzer. Nachdem 1648 Hinterpommern an Brandenburg gefallen war, diente das Schloss als Verwaltungsgebäude. Bei einer Visitation durch den kurfürstlichen Kommissar Podewils 1682 wurde vermerkt, dass die Anlage aus Haupthaus, Küchenbaum Marstall, Torbau, Kanzlei, Rentnerei, Kirchengang und Kirche bestand. Im Schloss wurde die reiche Kunstsammlung der pommerschen Herzöge untergebracht. Im Jahr 1731 wurde das Schlossinventar teils nach Berlin geschafft und teils versteigert. Das Schloss wurde als Getreidespeicher und Landwehrzeughaus genutzt, Fast alle Gewölbe wurden abgetragen und stattdessen Holzbalkendecken eingezogen. Der Bau erhielt ein viertes Stockwerk, der Turm wurde gekappt.
Gegen Ende des Zweiten Weltkriegs brannte das Schloss aus. In polnischer Zeit wurde das Schloss von 1958 bis 1965 wiederhergestellt.